# Ana Pellicer
Ana Emilia Pellicer López de Llergo (Ciudad de México; 1946-7 de mayo de 2025) fue una escultora, artesana y fabricante de joyas mexicana. Viuda del escultor estadounidense, James Metcalf, con quien estableció una importante colonia artística y escuela, la Adolfo Best Maugard School of Arts and Crafts (Escuela de Artes y Oficios Adolfo Best Maugard), dedicada a la promoción a la promoción de tradicional coppersmith técnicas en Santa Clara del Cobre, Michoacán, en 1973.

## Biografía
Ana Emilia Pellicer López de Llergo nació en Ciudad de México en 1946. Desde muy pequeña comenzó a dedicarse a la escultura y estudio artes plásticas en Estados Unidos.
En 1986, Pellicer sculpted joyas de medida de la vida diseñaron para caber la Estatua de Liberty, incluyendo pendientes enormes, para marcar el centenario de la estatua en Ciudad de Nueva York y París.
Ana Pellicer estuvo otorgado la Gertrudis Bocanegra medalla en 2018, este premio está dado a mujeres que hacen trabajo excepcional a favor del progreso del estado de Michoacán. La parte de este trabajo estuvo actuada durante sus primeros años que viven en Santa Clara del Cobre, donde  anime mujeres para devenir implicadas en la producción de joyas, por ello ayudándoles mejorar su económico estando y que de sus familias.
Pellicer es la hermana de actrices mexicanas; Pilar Pellicer y Pina Pellicer.